# (27049) Kraus
(27049) Kraus est un astéroïde de la ceinture principale.

## Description
(27049) Kraus est un astéroïde de la ceinture principale. Il fut découvert le 18 septembre 1998 à l'observatoire Goodricke-Pigott par Roy A. Tucker. Il présente une orbite caractérisée par un demi-grand axe de 2,71 UA, une excentricité de 0,08 et une inclinaison de 31,9° par rapport à l'écliptique.

## Compléments